# Diablodontus michaeledmundi
Diablodontus michaeledmundi hay Quỷ răng là một loài cá mập đã tuyệt chủng. Loài cá mập này đã sinh sống khoảng 260 triệu năm trước và đã sống sót qua sự kiện tuyệt chủng kỷ Permi - kỷ Trias, một sự kiện xảy ra cách đây 252 triệu năm trước khiến 96% sự sống trên Trái đất bị xóa sổ. 
Ma của Quỷ răng không chỉ có hàm răng sắc nhọn mà còn có sừng gai trên đầu khiến cho nó có một hình quỷ quái. Các gai hoặc phát triển để tự vệ, để lựa chọn bạn tình. Nói cách khác, các gai phải chĩa về các thành viên khác giới, tương tự như cách sừng của một số động vật ngày nay lôi cuốn sự quan tâm của bạn tình tiềm năng của chúng.
Loài cá mập này đã được phát hiện trong kiến tạo Kaibab Arizona, đại diện cho một chi tuyệt chủng và loài mới. Nó được mô tả trong bài báo khoa học của Bảo tàng Lịch sử Tự nhiên và Khoa học New Mexico.